# Côte de Delme et anciennes carrières de Tincry
Côte de Delme et anciennes carrières de Tincry este o arie protejată (sit de importanță comunitară — SCI) din Franța întinsă pe o suprafață de 310 ha, integral pe uscat.

## Localizare
Centrul sitului Côte de Delme et anciennes carrières de Tincry este situat la coordonatele 48°54′42″N 6°21′30″E / 48.91167°N 6.35833°E.

## Înființare
Situl Côte de Delme et anciennes carrières de Tincry a fost declarat arie specială de conservare în baza directivei 92/43 din 1992 referitoare la conservarea habitatelor naturale și a faunei și florei sălbatice pentru a proteja 7 specii de animale.

## Biodiversitate
Situată în ecoregiunea continentală, aria protejată conține 2 habitate naturale: Pajiști uscate seminaturale și facies de acoperire cu tufișuri pe substraturi calcaroase (Festuco-Brometalia) (* situri importante pentru orhidee), Păduri de fag din Europa Centrală dezvoltate pe sol calcaros cu Cephalanthero-Fagion.
La baza desemnării sitului se află mai multe specii protejate:
- mamifere (6): liliac cârn (Barbastella barbastellus), liliac cu urechi mari (Myotis bechsteinii), liliac cărămiziu (Myotis emarginatus), liliac comun (Myotis myotis), liliacul mare cu potcoavă (Rhinolophus ferrumequinum), liliacul mic cu potcoavă (Rhinolophus hipposideros)
- nevertebrate (1): fluturele auriu (Euphydryas aurinia)

Pe lângă speciile protejate, pe teritoriul sitului au mai fost identificate 22 de specii de plante, 13 specii de păsări, 1 specie de amfibieni, 8 specii de mamifere, 16 specii de nevertebrate, 4 specii de reptile.